# Francis Gag
Francis Gag, geboren als François Thomas Gagliolo (* 15. Oktober 1900 in Nizza; † 14. Februar 1988 ebenda), war ein französisch-provenzalischer Schriftsteller und Theaterschauspieler, der in der romanischen Regionalsprache Nissart schrieb. Er gründete ein nach ihm benanntes Theater in Nizza, das Théâtre Niçois de Francis Gag.

## Leben
Francis Gag lernte zuerst das Handwerk des Färbers. In den 1920er Jahren begann er als Schauspieler zu arbeiten. Im folgenden Jahrzehnt gründete er 1936 seine eigene Wandergruppe. Als Soldat schuf er im Zweiten Weltkrieg das Théâtre aux armées. Später hatte er mit der Figur Tanta Vitourina regelmäßige komische Einlagen, sogenannte Minutes, bei Radio-Nice und Radio Monte-Carlo. Bald wurde er auch als Sänger an der Opéra de Nice engagiert. 1956 gründete er mit der Gruppe Nice la Belle ein Ensemble für traditionellen Tanz. 1960 wurde er Majoral der provenzalischen Schriftsteller-Vereinigung Félibrige.
Francis Gag starb 1988, nachdem er kurz zuvor ein festes Theaterhaus in Nizza eröffnet hatte. Sein Sohn Pierre-Louis Gag übernahm dessen Leitung und führte die Arbeit seines Vaters mit dessen Werken und eigenen Stücken, wie Lu bessoun (1997) oder Titoun e Vitourina (1998), fort. Sein Sohn, Jean-Luc Gag, auch er am Theater tätig, schrieb die Stücke L’oste de li dama (2001) oder Past en familha (2003). Im Jahr 2005 folgte Suchessioun und 2006 Santìssimou Bambino aus der Feder des Enkels. Francis Gag hinterließ zudem ein Ferienhaus für alte Menschen, das Lou viro soulèu.

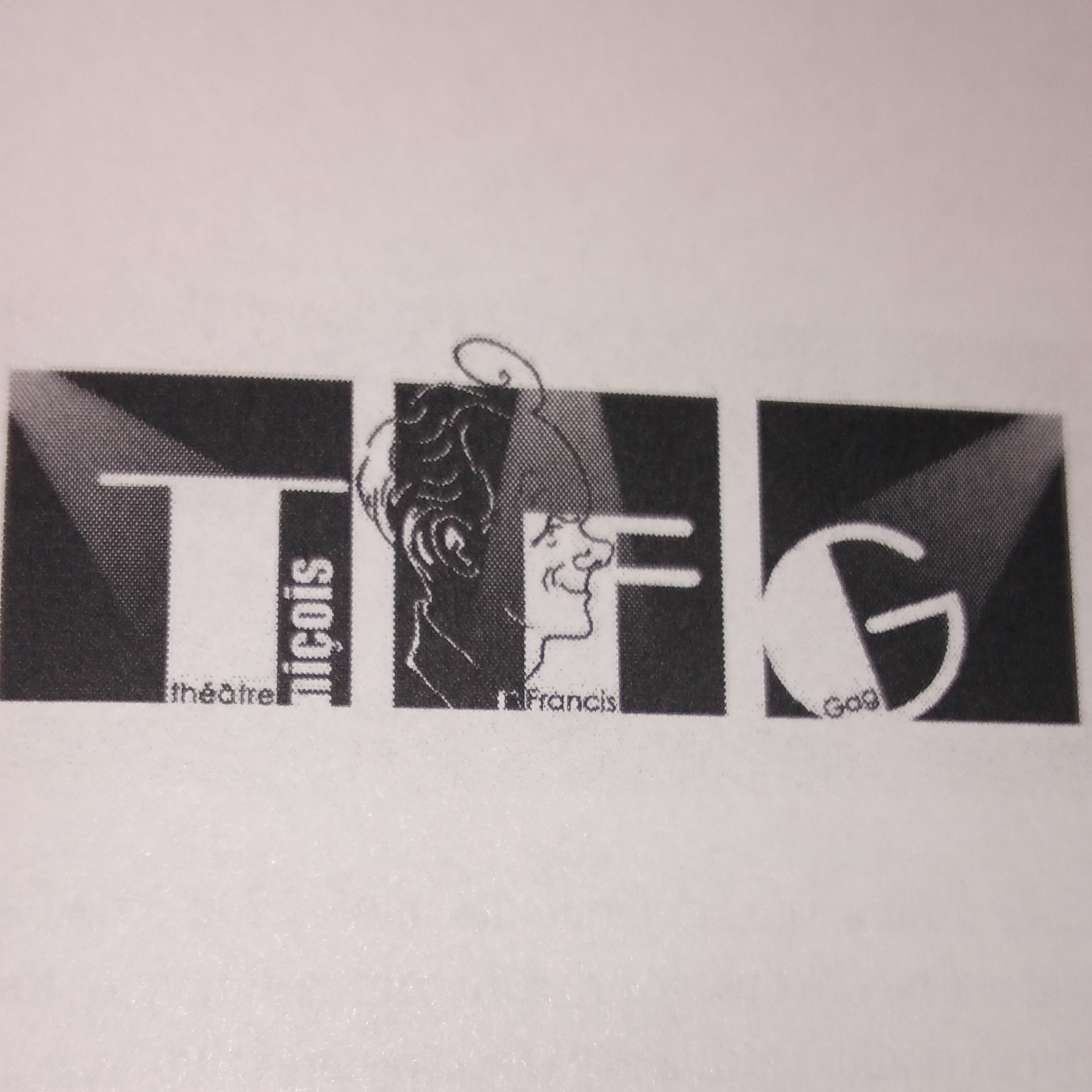
Logo des Theaters

## Werke und Adaptionen
- Lou sartre Matafiéu
- Ensin va la vida
- Calèna
- La pignata d’or
- Lou vin dei padre
- La marche à la crèche
- Segne Blai e Guihaumeta, 1981